# Portschinskia magnifica
Portschinskia magnifica är en tvåvingeart som beskrevs av Pleske 1926. Portschinskia magnifica ingår i släktet Portschinskia och familjen styngflugor. Inga underarter finns listade i Catalogue of Life.